# Головний Архів Індій
Головний Архів Індій (ісп. Archivo General de Indias) — архів у місті Севілья (Андалусія, Іспанія). Містить цінні документи, що ілюструють історію  Іспанської імперії в Америці і на  Філіппінах. Будівля архіву, спроєктована  Хуаном де Еррера, є чудовим зразком  архітектури Відродження. У 1987 році будівлю архіву та його вміст занесено до списку  Всесвітньої спадщини ЮНЕСКО.

## Історія
Поява будови відносить до 1572 року, коли  Філіп II доручив архітектору Ескоріала Хуану де Еррера спроєктувати будівлю для Севільської гільдії купців Консуладо-де-меркадерес  (Casa Lonja de Mercaderes). До цього купці Севільї торгували під прохолодним склепінням собору. У центрі будівлі знаходиться великий патіо. Уздовж краю даху йде балюстрада, на краях встановлені обеліски. Скульптурних прикрас на будівлі немає.
Будівництво почалося в 1584 році під керівництвом Хуана де Міхареса і тривало до 1598 року, про що свідчить напис на північному фасаді. Роботами з оздоблення будинку, які велися в XVII столітті, до 1629 року керував архієпископ Хуан де Сумаррага.
В 1785 році указом  Карла III до будинку був перенесений архів  Ради Індій з метою об'єднання всіх документів, що відносилися до величезної морської імперії. До того часу вони розташовувалися в різних місцях — в Сіманкасі, Кадісі та Севільї, де для них уже не вистачало місця. Відповідальним за проєкт було призначено секретаря Індій Хосе Гальвеса. Для розміщення документів, перші з яких прибули в жовтні 1785 року, була потрібна невелика перебудова будівлі. У 1787 році було побудовано великі мармурові сходи.
В архіві міститься багато матеріалів починаючи від перших конкістадорів до кінця XIX століття. У ньому знаходиться запит  Мігеля де Сервантеса на офіційний пост, папська булла демаркації Inter caetera папи Олександра VI, яка поділила світ між Іспанією і Португалією, журнал  Христофора Колумба, карти і плани колоніальних міст, а також інші документи, що розкривають механізм роботи величезної колоніальної імперії.
Споруду архіву було відреставровано у 2002—2004 роках без закриття архіву для відвідувачів. Станом на 2005 рік 15 млн сторінок архіву перебували на оцифруванні.

## Структура
В даний час загальна довжина полиць в архіві Індій становить 9 км, на яких знаходяться 43 тис. томів і близько 80 млн сторінок, створених адміністраціями колоній:
- Consejo de Indias, XVI—XIX ст.
- Casa de la Contratación, XVI—XVIII ст.
- Consulados de Sevilla y Cádiz, XVI—XIX ст.
- Secretarías de Estado y Despacho Universal de Indias, de Estado, Gracia y Justicia, Hacienda y Guerra, XVI—XIX ст.
- Secretaría del Juzgado de Arribadas de Cádiz, XVI—XIX ст.
- Comisaría Interventora de la Hacienda Pública de Cádiz, Dirección General de la Renta de Correos, XVIII—XIX ст.
- Sala de Ultramar del Tribunal de Cuentas, XIX століття
- Real Compañía de la Habana, XVIII—XIX ст.